# Раціоналізаторська пропозиція
Раціоналіза́торською пропози́цією є визнана юридичною особою пропозиція, яка містить технологічне (технічне) або організаційне рішення у будь-якій сфері її діяльності, що реєструється у журналі реєстрації раціоналізаторських пропозицій за формою ІВ-4.
Об'єктом раціоналізаторської пропозиції може бути матеріальний об'єкт або процес.
Раціоналізаторська діяльність — це найбільш поширений вид технічної творчості, яка за своєю новизною і технічним рівнем є нижчою від винахідництва. Проте цей вид творчості доступний практично кожному працівникові і тому він за своїми масштабами перевищує винахідництво. Наведені та деякі інші чинники роблять раціоналізаторську діяльність чи не найбільш ефективною. Своїм масовим застосуванням раціоналізаторські пропозиції інколи здатні давати більший економічний ефект, ніж винаходи. Економія від використання раціоналізаторських пропозицій у підсумку буває більшою, ніж від використання винаходів.
До раціоналізаторської пропозиції за загальним правилом встановлюється три необхідні вимоги:
1. вона має стосуватися профілю підприємства, якому ця пропозиція подана;
2. має бути новою;
3. має бути корисною підприємству, якому вона подана.

Раціоналізаторська пропозиція повинна подаватися тому підприємству, діяльності якого вона стосується. При цьому не важливо , де працює раціоналізотор чи взагалі не працює. Відповідність підприємства визначається тим, що раціоналізаторська пропозиція може бути використана в технологічному процесі даного підприємства у продуктах або матеріалах.
Раціоналізаторська пропозиція буде визнана корисною, якщо вона є дійсно новою, зможе принести для підприємства економічну вигоду або бути використана для майбутніх розробок.
Об'єктом раціоналізаторської пропозиції є певний технологічний процес або матеріальна річ, але  до раціоналізаторської пропозиції не відноситься  організаційні чи управлінські процеси.
Реєстрація здійснюється в день надходження заяви на раціоналізаторську пропозицію підрозділом з винахідництва та раціоналізації або іншим підрозділом, на який покладено виконання цих функцій. Форма та порядок заповнення журналу визначені «Інструкцією по заповненню типових форм первинного обліку об'єктів промислової власності (винаходів, корисних моделей, промислових зразків), раціоналізаторських пропозицій», розділ V.